# Foveades
Foveades é um gênero de traça pertencente à família Arctiidae.